# Хав'єр Фарінос
Франсіско Хав'єр Фарінос Сапата (ісп. Francisco Javier Farinós, нар. 29 березня 1978, Валенсія, Іспанія) — іспанський футболіст, що грав на позиції півзахисника.
Володар Кубка Інтертото, володар кубка Іспанії, володар Суперкубка Іспанії.

## Клубна кар'єра
Вихованець футбольної школи клубу «Валенсія».
У дорослому футболі дебютував 1996 року виступами за команду клубу «Валенсія Месталья», в якій протягом сезону взяв участь у 15 матчах чемпіонату.
1997 року приєднався до головної команди клубу. Відіграв за валенсійський клуб наступні три сезони своєї ігрової кар'єри. Більшість часу, проведеного у складі «Валенсії», був основним гравцем команди. За цей час виборов титул володаря Кубка Інтертото, ставав володарем кубка Іспанії, володарем Суперкубка Іспанії.
2000 року уклав контракт з клубом «Інтернаціонале», у складі якого провів наступні два роки своєї кар'єри гравця.
Згодом з 2003 по 2012 рік грав у складі команд клубів «Вільярреал» (де перебував в оренді), «Мальорка», «Еркулес» та «Леванте».
2012 року повернувся до клубу «Вільярреал», за який відіграв 2 сезони. Завершив професійну кар'єру футболіста виступами за команду «Вільярреал» у 2014 році.

## Виступи за збірні
1995 року дебютував у складі юнацької збірної Іспанії, взяв участь у 15 іграх на юнацькому рівні, відзначившись 2 забитими голами.
Протягом 1997–2000 років залучався до складу молодіжної збірної Іспанії. На молодіжному рівні зіграв у 23 офіційних матчах, забив 7 голів.
1999 року дебютував в офіційних матчах у складі національної збірної Іспанії. Протягом кар'єри у національній команді, яка тривала 2 роки, провів у формі головної команди країни 2 матчі.

## Титули і досягнення
- Володар Кубка Інтертото: 1998
- Володар кубка Іспанії: 1998-99
- Володар Суперкубка Іспанії: 1999